# Gustavo Marangoni
Gustavo Marangoni (Ciudad de Buenos Aires, 1965) es un politólogo graduado en la Universidad del Salvador, docente universitario y socio de M&R Asociados.

## Carrera
Desde 1988 ejerce la docencia universitaria. 
Se desempeñó como Director de la carrera de Ciencia Política en la facultad de la cual egresó y ejerce como profesor de Análisis Político en la Universidad de Belgrano. En la administración pública trabajó en la Junta Nacional de Carnes, la Secretaría de Agricultura, Ganadería, Pesca y Alimentación, la Jefatura de Gabinete de Ministros de la Nación y en la Vicepresidencia de la Nación. 
Entre 2007 y 2015 fue director, vicepresidente y presidente del Banco de la Provincia de Buenos Aires.
Desde 2016 es socio director de la consultora M&R Asociados. 
Escribió 'Política ATP', editado por Planeta.

## Formación académica
Licenciado en Ciencia Política, Universidad Del Salvador, 1989. 
Postgrado en Economía y Comercio Exterior, Instituto Superior de Economistas de Gobierno, 1994. 
Master en Relaciones Internacionales, Facultad Latinoamericana de Ciencias Sociales (FLACSO), 1999. 
Posgrado Especialización en Historia Contemporánea, Universidad Torcuato Di Tella, 2019. 
Doctorando en Ciencia Política, Universidad Católica Argentina (UCA), en curso.

## Cargos públicos
- 2011 - 2015: Presidente del Banco Provincia.
- 2008 - 2011: Vicepresidente del Banco Provincia.
- 2007 - 2008: Director Banco Provincia.
- 2004 - 2007: Subsecretario de la Vicepresidencia de la Nación.

## Publicaciones
- º Condiciones políticas y económicas para el desarrollo - 9/09/2016
- º Gestión Macri: la recesión y la caída de expectativas elevan la desaprobación al 50% - 07/08/2016
- º Mientras llegan las inversiones la opción es el pragmatismo - 6/06/2016
- º Ruido en la mesa chica por Ganancias y Bienes Personales - 21/03/16